# Майду, Анри
Анри́ Майду́ (фр. Henri Maïdou; род. 14 февраля 1936, Банги, Убанги-Шари, Французская Экваториальная Африка) — центральноафриканский политический и государственный деятель, представитель партии ДСЭЧА (МЕСАН), профессор географии. В 1978 году был назначен Бокассой I премьер-министром Центральноафриканской империи и занимал эту должность вплоть до её конца.

## Биография
Родился в Банги в семье медика Мориса Майду, имел брата-близнеца Кристофа, впоследствии ставшего дипломатом.
14 июля 1978 года сменил Анж-Феликса Патассе на посту премьер-министра ЦАИ. 4 сентября 1979 года втайне от Бокассы отправил в Париж письмо, в котором призывал французские власти вмешаться и положить конец диктатуре императора. За это 21 сентября того же года, когда Бокасса был низложен с помощью французских десантников, новый президент восстановленной республики Давид Дако сделал его вице-президентом ЦАР.
В конце 1980 года Майду покинул ряды сторонников Дако и 27 декабря основал собственную партию — Республиканскую Партию Прогресса (РПП). Впоследствии он возглавлял государственный банк, а 12 января 2004 года по предложению бывшего президента ЦАР Андре Колингба стал его особым советником.